# Isabel Hernández Huet
Isabel Hernández Huet (Barcelona, 15 d’octubre de 1955) és una exjugadora de voleibol catalana.
Col·locadora, començà a practicar voleibol a l'Escola Aula juntament amb les seves germanes Ana i Sylvie. Debutà a la Primera Divisió a l'Hispano Francés (1974-76, 1981-85) i jugà, posteriorment, Club Voleibol Sant Cugat (1976-81). Entre d'altres èxits, guanyà tres Copes de la Reina (1976, 1981, 1983) i aconseguí dos subcampionats de Lliga (1978-79, 1983-84). També disputà competicions europees. Després de la dissolució de l'equip barceloní jugà amb l'Agrupació Cultural i Esportiva Bombers (1985-86) de la Segona Divisió. Fou membre i capitana de la selecció espanyola de voleibol en més de 105 ocasions. Destacà la seva participació al Campionat del Món de 1982, on el combinat estatal feu el seu debut mondial. Es retirà al final de la temporada 1985-86 i, poc després, rebé una placa conmmemorativa de la Federació Catalana de Voleibol com a reconeixement per la seva trajectòria esportiva.